# South Vancouver (circonscription britanno-colombienne)
Pour les articles homonymes, voir Vancouver (homonymie).
Circonscription électorale provinciale du Canada
South Vancouver est une ancienne circonscription provinciale de la Colombie-Britannique représentée à l'Assemblée législative de la Colombie-Britannique de 1916 à 1933.

## Géographie
La circonscription représentait la partie sud du Grand Vancouver.

## Liste des députés
| 14e                                                                                   | 1916–1920 |  | John Walter Weart        | Libéral      |
| 15e                                                                                   | 1920–1924 |  | Robert Henry Neelands    | Travailliste |
| 16e                                                                                   | 1924–1928 |  | Robert Henry Neelands    | Travailliste |
| 17e                                                                                   | 1928–1933 |  | Jonathan Webster Cornett | Conservateur |
| Circonscription abolie, voir Vancouver-Point Grey, Vancouver Centre et Vancouver East |           |  |                          |              |